# دالسیا ماریا داوی
دالسیا ماریا داوی (انگلیسی: Dúlcia Maria Davi؛ زادهٔ ۱۸ ژانویهٔ ۱۹۸۲) بازیکن فوتبال اهل برزیل است.
وی همچنین در تیم ملی فوتبال زنان گینه استوایی بازی کرده‌است.